# Pyrrhoplectes epauletta
El pinzón nuquigualdo (Pyrrhoplectes epauletta) es una especie de ave paseriforme de la familia Fringillidae propia del Himalaya. Es el único miembro del género Pyrrhoplectes.

## Distribución y hábitat
Se extiende por el Himalaya y sus estribaciones orientales, distribuido por Bután, el sur de China, el norte de la India, Birmania y Nepal. Su hábitat natural son las zonas de matorral montano entre los 1.400 y 3.900 metros de altitud.